# Barme
Barme ist ein Dorf und Ortsteil von Dörverden, das an der Südgrenze des Landkreises Verden am rechten Weserufer liegt.
Der Ort besteht aus den Ortsteilen Barme, Barme am Walde und Altbarme. In Altbarme gibt es einige Bauernhöfe, in den beiden anderen Ortsteilen hauptsächlich Wohnbebauung. Um Barme liegen ausgedehnte Spargelanbaufelder.

## Geschichte
Älteste Bodenfunde deuten auf eine erste Besiedelung in der jüngeren Steinzeit (um 4000–2000 v. Chr.) hin. Auch die vielen Hünengräber legen Zeugnis für eine sehr frühe Besiedelung der Gegend ab.
In den Jahren 1956 bis 1958 durchgeführte Ausgrabungen in einer Weser-Rand-Düne hatten zum Ergebnis, dass der dort gefundene Friedhof offensichtlich seit der frühesten Eisenzeit (etwa ab 800 v. Chr.) bis zum 10. Jahrhundert n. Chr. genutzt wurde.
Ein weiteres historisches Relikt sind die Reste einer mittelalterlichen Motte im Wald, die von der Lage Barmes an einer früheren Landwehr zeugt.
In der Zeit des Nationalsozialismus gab es bei Barme eine große Sprengstofffabrik, die Anlage Weser der Eibia. Noch heute sind Straßen, Bahntrassen, Gebäude und Bunker sowie die Umfassung der gesamten Anlage gut zu erkennen. Als Arbeitskräfte für die Fabrikation wurden auch Zwangsarbeiter herangezogen.
Auf dem Gelände der ehemaligen Eibia wurde 1958 für die Bundeswehr die Niedersachsen-Kaserne gebaut, in der insgesamt bis zu 4000 Soldaten stationiert waren. Der Bundeswehrstandort Barme wurde am 30. September 2003 aufgelöst. Seit den ersten Truppenreduzierungen hat der Ortsteil fast ein Drittel seiner Einwohner verloren. Die Niedersachsen-Kaserne wurde 2012/13 abgerissen.
Mit der Gebietsreform wurde Barme am 1. Juli 1972 mit vier weiteren Orten zur Gemeinde Dörverden zusammengefasst.
Ein Teil des ehemaligen Bundeswehr-Standorts, der sogenannte Heisenhof, wurde nach Auflösung der Garnison an die rechtsextreme Wilhelm-Tietjen-Stiftung für Fertilisation Ltd. veräußert. Im Oktober 2011 wurde das gesamte Areal von der Wilhelm Tietjen Stiftung an einem Kaufmann veräußert. 
Auf einem Gelände am Rand der ehemaligen Kaserne wurde im April 2010 das Wolfcenter eröffnet, ein Wildpark, der der Bevölkerung den in Deutschland im 20. Jahrhundert ausgerotteten Wolf näherbringen will.
2007 wurde die örtliche evangelisch-lutherische Kirche St. Georg an eine evangelische Freikirche übergeben.
Auf dem südlichen Teil des ehemaligen Kasernengeländes legte die Firma H.F. Wiebe im Jahr 2015 eine Abstellanlage (Gleisharfe) für ihre Schienenbauzüge an.

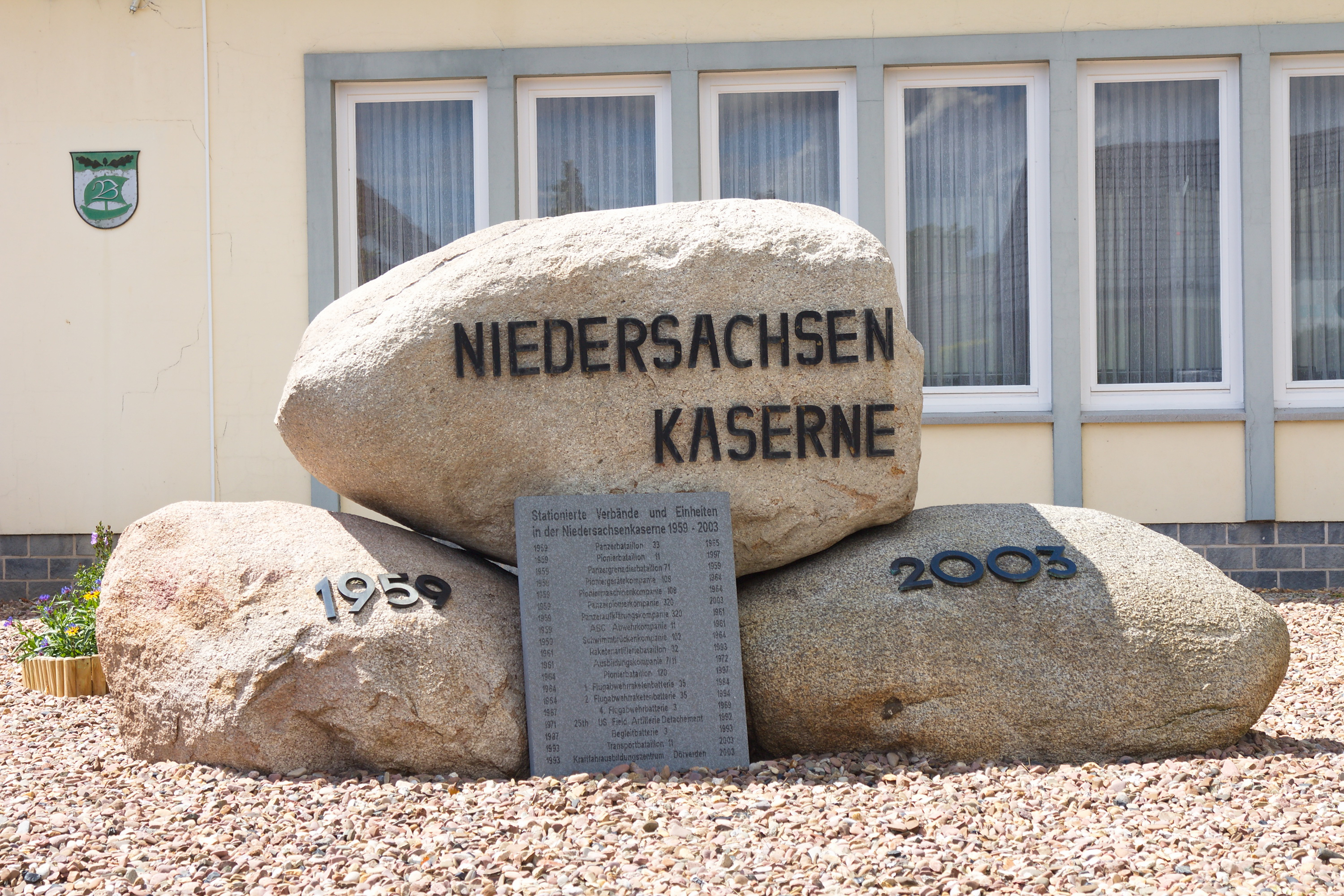
Gedenkstein an die ehemalige Kaserne
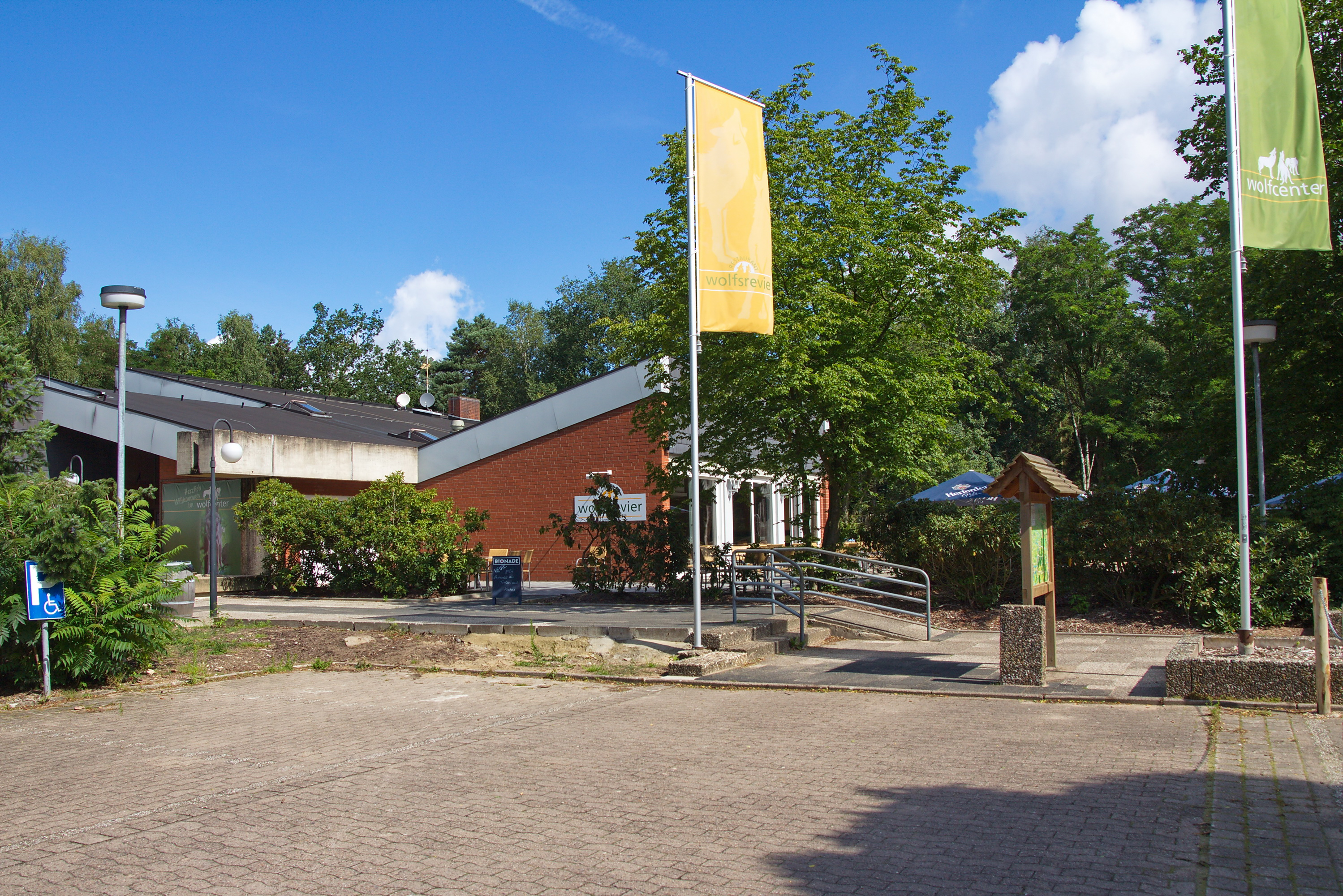
Wildpark Wolfcenter
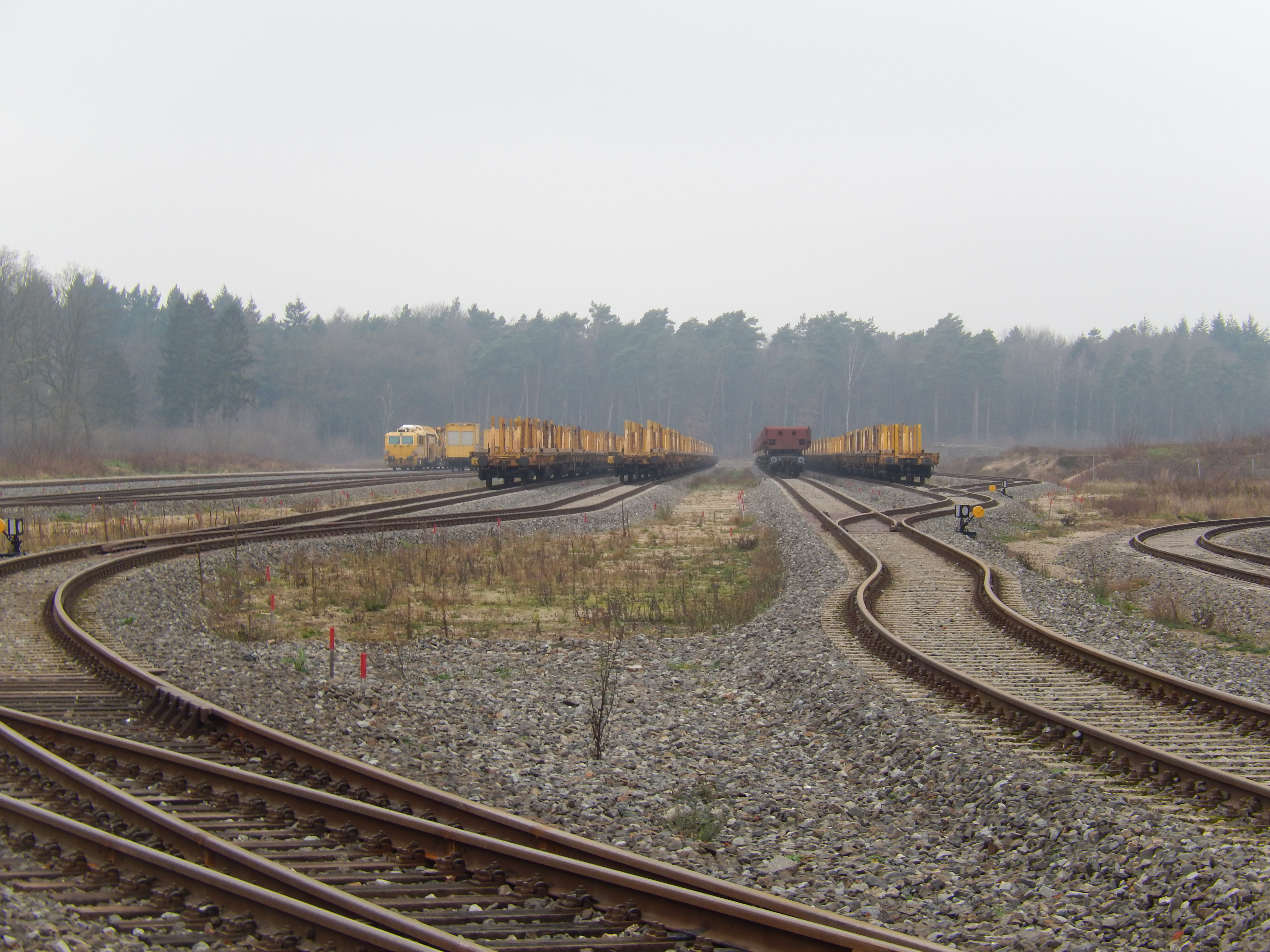
Abstellgleise der Firma H.F. Wiebe
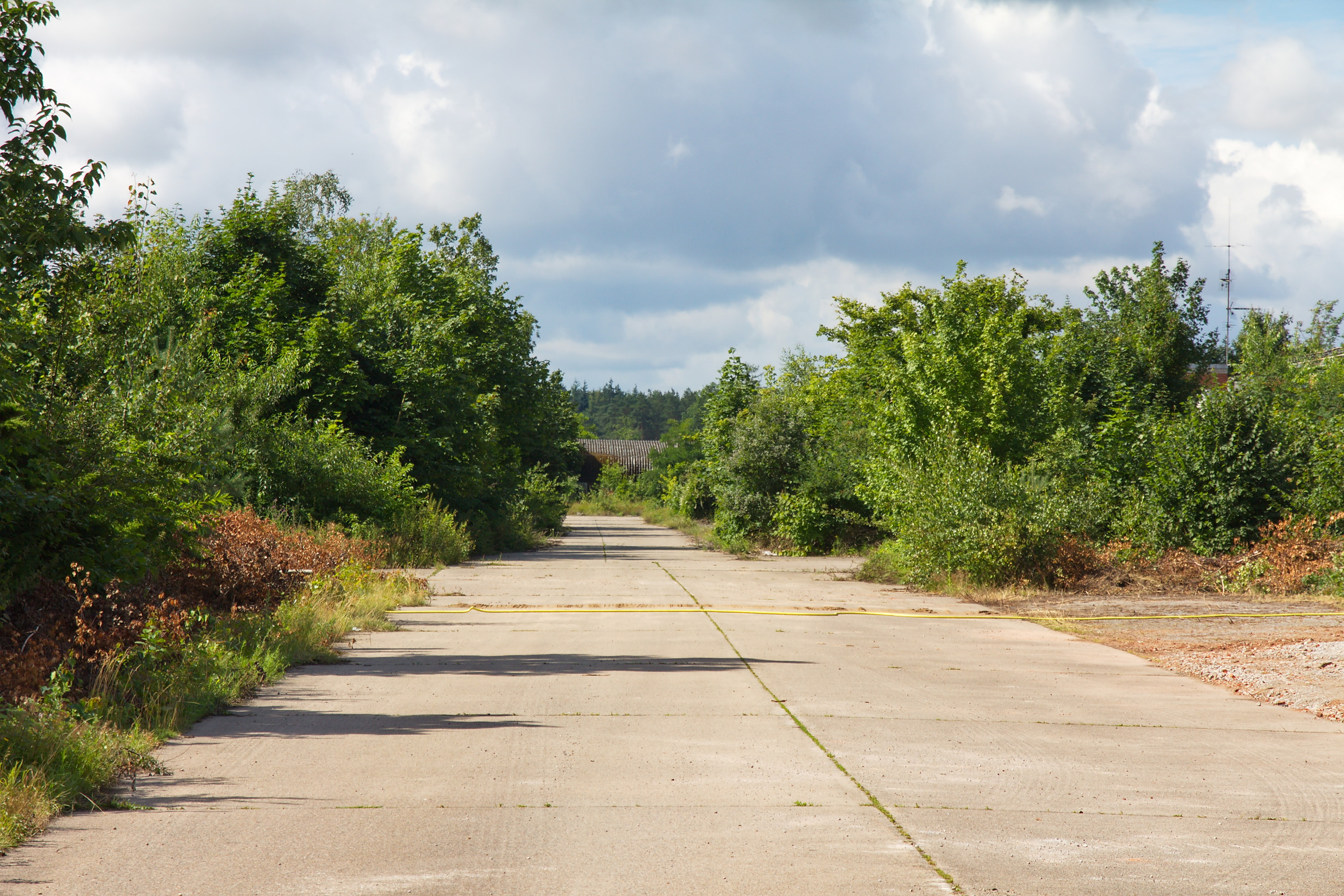
Blick auf ehemaliges Kasernengelände

## Politik
Ortsvorsteher ist Manfred Englisch.

### Wappen
Blasonierung: „In Silber ein nach rechts fahrendes grünes Fährboot, welches ein silbernes ‚B‘ im grünen Segel führt; im grünen Schildkopf mit gewellter Basis umgeben zwei silberne Eichenblätter eine silberne Eichel.“
Das Fährboot bezieht sich auf den seit Jahrhunderten bestehenden Weserübergang an dieser Stelle, welcher den Barmer Besitz auf beiden Seiten der Weser verbindet. Das Segel erinnert an die vielen Segelboote, die früher regelmäßig über das Wochenende in Barme anlegten. Durch die Eichenblätter wird auf die alten Eichenbestände an dem Ufer der Weser hingewiesen, wie auch die Wellenlinie Bezug auf die Weser nimmt, die als silbernes Band neben dem grünen Ufer die Farben Grün-Silber begründet. 
Der Wappenentwurf wurde von Heinz Bannier, Dörverden, erstellt.